# Gonichthys tenuiculus
Gonichthys tenuiculus är en fiskart som först beskrevs av Garman, 1899.  Gonichthys tenuiculus ingår i släktet Gonichthys och familjen prickfiskar. Inga underarter finns listade i Catalogue of Life.